# West Side Story

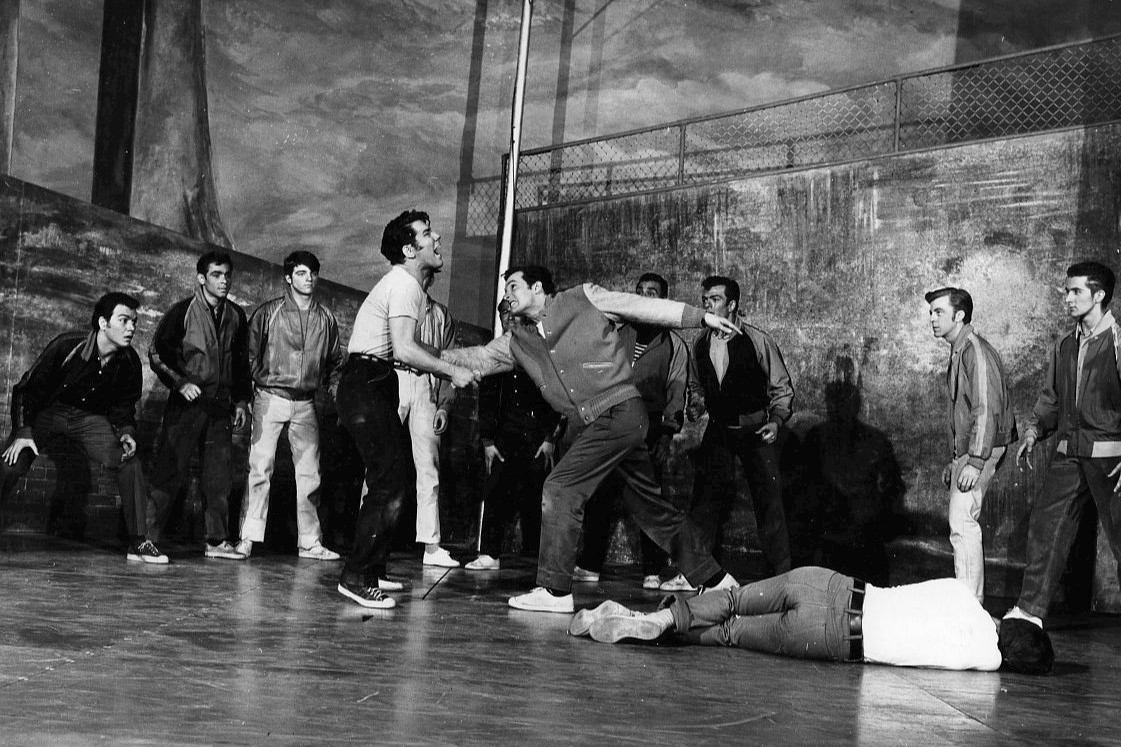
West Side Story (1957)

West Side Story – musical z 1957 z muzyką Leonarda Bernsteina, scenariuszem Arthura Laurentsa na motywach Romea i Julii (1597) Williama Shakespeare’a i tekstami piosenek Stephena Sondheima.

## Fabuła

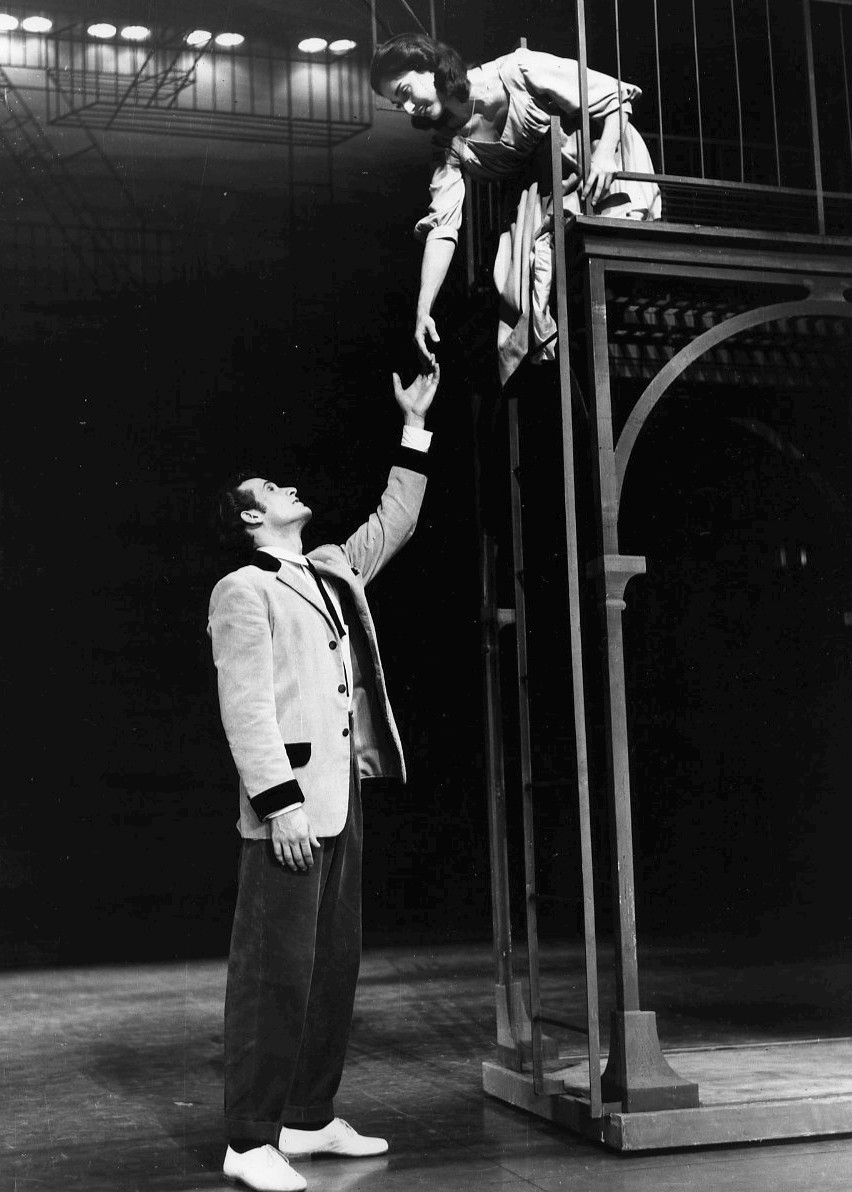
Larry Kert jako Tony i Carol Lawrence jako Maria w "scenie balkonowej" z West Side Story

Akcja rozgrywa się w latach 50. XX wieku na ulicach Nowego Jorku. Spektakl opowiada o losach nieszczęśliwej miłości portorykańskiej imigrantki Marii i Amerykanina Tony'ego (Antoniego). Dwa nowojorskie gangi Jetsi (Rakiety) i Sharki (Rekiny) walczą nieustannie między sobą. Gdy zazdrosny brat Marii, Bernardo dowiaduje się, że ta spotyka się z człowiekiem z wrogiego obozu, postanawia się zemścić. Dochodzi do bójki, w której Bernardo morduje Riffa, wieloletniego przyjaciela Tony'ego. Tony w odwecie, zadaje śmiertelny cios Portorykańczykowi, Bernardowi. Maria bardzo przeżywa śmierć brata, jednak wybacza Tony'emu. Chino, niedoszły mąż Marii, pragnie zemsty za Bernarda. Na samym końcu spektaklu, oddaje strzał w kierunku Tony'ego. Tony w objęciach Marii ginie.

## Spektakl grany w polskich teatrach
- 24 czerwca 1989 – Operetka Śląska w Gliwicach (polska prapremiera)
- Teatr Muzyczny im. Danuty Baduszkowej w Gdyni
- 31 marca 2001 – Opera na Zamku w Szczecinie
- 24 kwietnia 2004 – Teatr Muzyczny Capitol (Wrocław)
- 8 kwietnia 2006 – Teatr Rozrywki w Chorzowie
- 22 marca 2009 – Ełcki Teatr Tańca (Ełk)
- 19 grudnia 2009 – Teatr im. Benedykta Kozłowskiego w Szczecinie[1]
- 23 września 2022 - Opera i Filharmonia Podlaska (Białystok)[2]